# 28 Weeks Later
28 Weeks Later is een horrorfilm uit 2007 onder regie van Juan Carlos Fresnadillo. De productie is het vervolg op 28 Days Later

## Verhaal
Zes maanden na de gebeurtenissen in 28 Days Later, lijkt het agressieve virus dat Groot-Brittannië grotendeels verwoestte verdwenen. Het Amerikaanse leger verklaart dat de strijd tegen de besmetting definitief gewonnen is en dat de reconstructie van het land van start kan gaan. De overlevenden worden op het schiereiland Isle of Dogs, in kleine woongemeenschappen bij elkaar gebracht om van daaruit de Britse samenleving weer op te bouwen. Bij de terugkeer van een eerste golf vluchtelingen, worden onder meer Don (Robert Carlyle) en Alice (Catherine McCormack) herenigd.
Wanneer een klein jongetje doodsbang aanklopt en beweert dat hij door zijn geïnfecteerde ouders achterna gezeten wordt, laten ze hem aarzelend binnen. Hij blijkt niet gelogen te hebben, want even later valt een groep geïnfecteerden aan en breekt door tot in het huis. Maar wanneer Alice ervoor kiest om niet zonder het kind op de vlucht te slaan, laat Don haar in de steek terwijl zij ingesloten wordt door de bloeddorstige vleeseters. Don vlucht met een speedboot en komt terecht in een militaire kamp van de NAVO. Dons kinderen waren op vakantie en zijn daarom ontkomen aan het incident.
Als de kinderen aankomen worden er regels verteld. De belangrijkste regel is dat ze niet buiten de kern van Londen mogen komen. Het is zo dat het daar nog niet ontruimd is. Als Don weer herenigd wordt met zijn kinderen vragen ze naar hun moeder Don liegt hen voor dat hun moeder al dood was op het moment dat hij haar achterliet.
Wanneer de kinderen de volgende dag even ontkomen aan het wakende oog van de veiligheidsdiensten, gaan ze tegen de regels in bekijken wat er over is van hun oude huis. Tot hun verrassing vinden ze daar hun moeder, verwond, maar levend en zonder verschijnselen van infectie. Juist op dat moment gaat een groep soldaten binnen in dat huis om de kinderen terug te brengen. Ook nemen ze Alice mee. Wanneer Alice onderzocht wordt, blijkt ze het virus wel degelijk in haar bloed te hebben, maar er immuun voor te zijn. Don krijgt van zijn kwade kinderen te horen dat hij hun moeder levend en in gevaar heeft achtergelaten en dat ze haar hebben gevonden. Hij zoekt haar vervolgens stiekem op in haar isolatiecel waar het onderzoek plaatsvindt. Nadat hij haar heeft gesmeekt om vergiffenis, lijkt ze toe te stemmen. Op het moment dat ze hun verzoening echter kracht bijzetten met een kus, raakt Don via het speeksel van Alice besmet. Hij verandert ter plaatse in een maniakale moordenaar, die het virus aan verschillende soldaten doorgeeft en zo de kans geeft zich opnieuw in een noodtempo te verspreiden.
De mensen worden geëvacueerd en "code rood" wordt ingeschakeld. Don kan ongemerkt binnendringen tussen alle mensen en infecteert een paar mensen. De rest kan ontsnappen. Later, als men de controle kwijt raakt, besluit men een aanval met F-16 vliegtuigen te starten. Iedereen die achterblijft wordt levend verbrand.
Ondertussen hoort een soldaat van een helikopterpiloot dat ze onmiddellijk moeten ontsnappen. Samen met een verpleegster, de kinderen van Don en wat anderen overlevenden, spreken ze af om te worden opgepikt met de helikopter. Ze ontsnappen ternauwernood, en later blijkt dat er ook geïnfecteerden van Isle of Dogs zijn ontsnapt.
Na enkele conflicten blijven alleen de helikopterpiloot en de kinderen van Don over (waarbij het zoontje van Don ook geïnfecteerd is). Ze ontsnappen en steken het Kanaal van Calais met de helikopter over. De film maakt een tijdsprong van 28 dagen waarin wordt gesuggereerd dat ze het vasteland van Europa hebben bereikt, alhoewel de helikopter verlaten is en de overlevenden spoorloos zijn. De radio geeft hulpoproepen en geschreeuw van mensen door. Net als in veel andere zombie-films wordt niet getoond wat er met de overlevenden gebeurd is. Een groep geïnfecteerden komt een metro-uitgang uitrennen tegen de achtergrond van de Eiffeltoren, waaruit blijkt dat het virus zich verspreid heeft over het vasteland van Europa.

## Rolverdeling
| Acteur               | Personage              |
| -------------------- | ---------------------- |
| Robert Carlyle       | Don Harris             |
| Rose Byrne           | Scarlet                |
| Jeremy Renner        | Sergeant Doyle         |
| Harold Perrineau     | Flynn                  |
| Imogen Poots         | Tammy Harris           |
| Mackintosh Muggleton | Andy Harris            |
| Catherine McCormack  | Alice Harris           |
| Idris Elba           | Generaal Stone         |
| Amanda Walker        | Sally                  |
| Garfield Morgan      | Geoff                  |
| Emily Beecham        | Karen                  |
| Philip Bulcock       | Senior Medical Officer |
| Amanda Lawrence      | Parkeergarage Burger   |
| Raymond Waring       | Sam                    |

Cillian Murphy en Naomie Harris zijn niet te zien in dit deel. Tijdens de productie van de film zouden zij te druk zijn geweest met andere projecten.

## Release en ontvangst
28 Weeks Later ging op 11 mei 2007 in première in de Britse en Amerikaanse bioscopen. De film kreeg overwegend positieve kritieken van de filmcritici, met een score van 72% op Rotten Tomatoes, gebaseerd op 196 beoordelingen.